# Steffen Brandt
 Ikke at forveksle med Stephan Brandt.
Steffen Brandt (født 14. juni 1953 i Åbyhøj, Aarhus) er en dansk musiker, sanger, sangskriver og tekstforfatter. Siden 1981 har han været forsanger i popgruppen tv·2, hvor han har skrevet tekst og musik til alle gruppens sange. Brandt var i 1974 med til at danne den symfoniske rockgruppe Taurus, der i 1978 udgav deres første og eneste album, Whatever Happened To The Sixties. Samme besætning blev senere kendt som tv·2. Steffen Brandt på sang og keyboard, Hans Erik Lerchenfeld på guitar, Georg Olesen på basguitar og Sven Gaul på trommer.
Steffen Brandt har skrevet sange for andre danske kunstnere, heriblandt Flemming "Bamse" Jørgensen, Peter Belli, Dodo & The Dodos, Michael Falch, News, Ray Dee Ohh, Sanne Salomonsen og Lis Sørensen. Steffen Brandt har sideløbende med tv·2 spillet musik med andre kunstnere - heriblandt Tina Dickow og Julie Maria.

## Sideløbende solokarriere
I 2009 udgav han et soloalbum med Bob Dylan-sange gendigtet på dansk med titlen Baby Blue. Albummet blev tildelt en guldplade af IFPI d. 17. dec. 2010. Sideløbende med arbejdet med tv-2 optræder Steffen Brandt med foredrag og solokoncerter.

## Hæder
Danish Music Awards
| År   | Modtager/nomineret arbejde | Pris                     | Resultat  |
| ---- | -------------------------- | ------------------------ | --------- |
| 1999 | Steffen Brandt             | Årets Danske Sanger      | Nomineret |
| 1999 | Steffen Brandt             | Årets Danske Sangskriver | Nomineret |
| 2003 | Steffen Brandt             | Årets Danske Sangskriver | Vundet    |
| 2006 | Steffen Brandt             | Årets Danske Sangskriver | Vundet    |

P3 Guld
| År   | Modtager/nomineret arbejde | Pris              | Resultat |
| ---- | -------------------------- | ----------------- | -------- |
| 2002 | Steffen Brandt             | Syng Dansk Prisen | Vundet   |

Øvrige priser
- I 1996 modtog Steffen Brandt Dan Turéll Medaljen.[13][14][15]
- I 2003 modtog han Modersmål-Selskabets sprogpris for sin indsats for det danske sprog.[16]
- I 2003 modtog han højskolekulturprisen Den gyldne Grundtvig.[17]
- I 2007 modtog han Kulturprisen fra Ingeniør Ernst B. Sunds Fond.[18] I begrundelsen lød det "sin evne til at opfange tidens strømninger og omforme dem til folkekunst på højt musikalsk og sprogligt niveau".[18]
- I 2010 modtog han Dansklærerforeningens pris "Tankestregen".[19][20]
- 2012 modtog Brandt Hadsten Højskole Prisen.[21]
- I 2015 blev han hædret som æreskunstner af Studenterforeningen i København.[22]
- I 2016 modtog han "Statens Kunstfonds livsvarige hædersydelse", hvor begrundelsen var formuleret som følger:[23] "Steffen Brandt synes at være drevet af en konstant ambition om at genopfinde sig selv samtidig med, at man som lytter aldrig er i tvivl om det særligt 'brandtske' - det spydige, sarkastiske, kærligt kritiske og altid rammende hverdagssprog, hvormed han har formået at definere den danske folkesjæl - nu igennem snart fire årtier". Her er teksten fuldstændig central og uadskillelig fra musikken. Når sætninger og ord som: Bag duggede ruder, rigtige mænd eller småt brændbart dukker op, henledes tankerne på Brandt og bliver et vidnesbyrd om den påvirkningskraft, en popsang eller poptekst har på os, når den kunstneriske kvalitet er allerbedst".[24]
- Steffen Brandt modtog i 2016 Den Folkelige Sangs Pris, der blev overrakt på Grundtvigs Højskole i Hillerød.[25]

## Privatliv, uddannelse, opvækst og øvrigt
Privat har Steffen Brandt siden begyndelsen af 1980'erne dannet par med billedkunstneren Jo Dam Kærgaard med hvem han har tre børn. Jo Dam Kærgaard har designet covers til samtlige tv·2-album siden 1984. Hun modtog i 1992 en Dansk Grammy for albummet Slaraffenland.
Brandt er uddannet cand.mag. i Nordisk Sprog og Litteratur fra Aarhus Universitet. Efter sin kandidatuddannelse tog Brandt en pædagogikumuddannelse på Tørring Gymnasium. Han fik dog ikke brugt sin uddannelse ret længe, da tv-2 blev et fuldtidsjob kort efter. Brandt er mellemste barn i en søskendeflok på tre. Faderen var salgsrepræsentant og moderen hjemmegående, og som barn gik Steffen til både fodbold, spejder og klaver – sidstnævnte derhjemme.
To af Steffen Brandts til dato korteste sangtekster er, "Kalundborgbåden" fra 1988-albummet Nærmest Lykkelig, der i sin helhed lyder som følger: "På Kalundborgbådens agterdæk / forefindes morskabsautomater / et populært/ et populært/ et populært/ tidsfordriv". Teksten er inspireret af en pjece om bord på færgerne Peder Paars og Niels Klim, der i 80'erne sejlede mellem Aarhus og Kalundborg. Teksten til sangen "Kærlighed" fra albummet Beat, der lyder: "Alt hvad jeg ved er kærlighed - og det er dig og mig og dig".
Steffen Brandt har fra 2002 arrangeret koncertrækken "Uden For Sæsonen" på Bornholm, hvor han har valgt kunstnere fra vidt forskellige genrer og trukket publikum til fra hele Danmark.
I 2016 udgav forlaget Eksistensen en bog af Jesper Hougaard Larsen med titlen "Livet, døden og kærligheden" om Steffen Brandts sangtekster.

## Diskografi
Solo
- Baby Blue (2009)

Med Taurus
- Whatever Happened To The Sixties (1978)

Med tv·2
- 1981 – Fantastiske Toyota
- 1982 – Verden er vidunderlig
- 1983 – Beat
- 1984 – Nutidens unge
- 1985 – Rigtige mænd gider ikke høre mere vrøvl
- 1987 – En dejlig torsdag
- 1988 – Nærmest lykkelig
- 1990 – Vi blir alligevel aldrig voksne
- 1991 – Slaraffenland
- 1994 – Verdens lykkeligste mand
- 1996 – Kys bruden
- 1998 – Yndlingsbabe
- 2001 – Amerika
- 2002 – På kanten af småt brændbart
- 2005 – De første kærester på månen
- 2007 – For dig ku' jeg gøre alting
- 2011 – Showtime
- 2015 – Det gode liv
- 2018 – Tæt trafik i Herning
- 2022 – The Holbæk recordings 81
- 2025 – Som om vi iķke har mere at sige...